# Top o' the Morning
Top o' the Morning er en amerikansk stumfilm fra 1922 af Edward Laemmle.

## Medvirkende
- Gladys Walton som "Jerry" O'Donnell
- Harry Myers som John Garland
- Doreen Turner som Dot Garland
- Florence D. Lee som Jerry's Aunt
- William Welsh som Dermott O'Donnell
- Don Bailey som Mulrooney